# ジョン・ロッテスリー (第2代ロッテスリー男爵)
第2代ロッテスリー男爵ジョン・ロッテスリー（John Wrottesley, 2nd Baron Wrottesley、1798年8月5日 – 1867年10月27日）は、イギリスの天文学者である。二重星のカタログを作成した。王立天文学会の創立メンバーであり、1841年から1842年まで会長を務めた。

## 生涯
初代ロッテスリー男爵ジョン・ロッテスリーと1人目の妻キャロライン（1772年10月2日 – 1818年3月7日、第4代タンカーヴィル伯爵チャールズ・ベネットの娘）の息子として、1798年8月5日にスタッフォードシャーのロッテスリー・ホールで生まれた。1810年1月から1814年7月までウェストミンスター・スクールで教育を受けた後、1816年5月15日にオックスフォード大学クライスト・チャーチに入学、1819年にB.A.の、1823年にM.A.の学位を修得した。1819年11月19日にリンカーン法曹院に入学、1823年2月10日に法廷弁護士になり、財産譲渡や契約書類の起草に従事した。
1820年に王立天文学会の創立メンバーになり、1831年から1841年まで秘書を、1841年から1843年まで会長を務めた。1839年王立天文学会ゴールドメダルを受賞した。
弁護士として働いている間にブラックヒースに引っ越し、1829年から1831年までの間にブラックヒースで天文台を建設して観測を始めた。1836年に王立天文学会で観測結果を発表し、学会は1838年にそれを出版した。これにより、ロッテスリーは1839年2月8日に王立天文学会ゴールドメダルを受賞した。1841年に父が死去した後は邸宅のロッテスリー・ホールに観測所を建設し観測を行った。
1841年4月29日に王立協会フェローに選出され、1854年から1858年まで会長を務めた。
政治では有用知識普及協会に加入したり、第1回選挙法改正の選挙区境界制定に関わったりしたほか、1841年3月16日に父が死去してロッテスリー男爵位を継承した後、ホイッグ党（のちに自由党）の一員として行動した。1847年工場法（女性と未成年労働者の労働時間を1日10時間に制限する法律）に反対した貴族5名のうちの1名だった。
1860年7月2日、オックスフォード大学よりD.C.L.の名誉学位を授与された。
1867年10月27日にロッテスリー・ホールで死去、テッテンホールで埋葬された。息子アーサーが爵位を継承した。

## 家族
1821年7月28日、ソフィア・エリザベス・ギファード（Sophia Elizabeth Giffard、1793年11月1日 – 1880年1月13日、トマス・ギファードの娘）と結婚、5男2女をもうけた。
- ジュリア（1822年10月22日 – 1835年3月26日[5]）
- アーサー（1824年6月17日 – 1910年12月28日） - 第3代ロッテスリー男爵[1]
- チャールズ（1826年2月23日 – 1907年6月19日） - 生涯未婚[6]
- ジョージ（1827年6月15日 – 1909年3月4日） - 1854年1月7日、マーガレット・アン・バーゴイン（Margaret Anne Burgoyne、1883年5月3日没、初代準男爵サー・ジョン・フォックス・バーゴイン（英語版）の娘）と結婚。1889年2月21日、ニーナ・マーガレット・フィリップス（Nina Margaret Philips、1915年以降没、ジョン・ウィリアム・フィリップスの娘）と再婚[6]
- ヘンリー（1829年3月4日 – 1852年3月11日） - 第8次コサ戦争（英語版）で戦死[6]
- キャロライン（1832年2月24日 – 1860年9月1日） - 1859年12月28日、エドワード・ウォレス・グッドレイク（Edward Wallace Goodlake）と結婚[6]
- キャメロン（1834年12月19日 – 1854年8月15日） - ボマルスンドの戦い（英語版）で戦死[6]

## 関連図書
- Carlyle, Edward Irving; McConnell, Anita (23 September 2004). "Wrottesley, John, second Baron Wrottesley". Oxford Dictionary of National Biography (英語) (online ed.). Oxford University Press. doi:10.1093/ref:odnb/30089。 (要購読、またはイギリス公立図書館への会員加入。)